# Gobiet
Gobiet je francouzské příjmení, které se vyskytovalo ve Valonsku (Belgie) a posléze rozšířilo po Evropě.

## Nositelé jména v českých zemích
1. Eustach Joseph Gobiet (24. května 1834 Seraing, Belgie – 23. prosince 1898 Moravská Ostrava)[1] se narodil do rodiny stavitele koksových baterií.[2] V roce 1858 se objevil v Moravské Ostravě[3]. Již v roce 1863 psal odborný časopis Oesterreichische Zeits[4] chrift für Berg- und Hüttenwesen o jeho pokusech s koksováním uhlí z Jakloveckého dolu v držení Rothschilda.[5] Postavil několik koksoven systému Gobiet, na který měl několik patentů. V roce 1870 dostal privilegium na koksové baterie s dvojitými kanály.[6] Do Moravské Ostravy se Gobiet dostal přes Oberbilk (Düsseldorf), město v severním Porýní, kde bydleli jeho bratři. Se svými bratry založil firmu Gebrüder Gobiet ₰ Co. a vystavěl válcovnu jemných plechů a tyčoviny. Dne 23. března 1873 vytlačili dělníci válcovny vagony z areálu tak, že do nich najela najela lokomotiva „Pohl" Montánní dráhy. Vznikla škoda, kterou slíbil uhradit.[7] V témže roce firma vyhlásila úpadek.[8] Dne 15. června 1876 v novinách Local-Anzeiger für Mähr.-Ostrau und Umgebung oznámil, že ho soud v Novém Jičíně zprostil obžaloby.[9] Novým majitelem válcovny se stal opavský bankéř Otto Schüler.[10] Jméno Schülerova huť se používalo i po roce 1881, kdy podnik koupily Vítkovické železárny, které ji přestavěly na pudlovnu. Pudlovna odebírala surové železo z Žofinské huti.[11]
2. Anna Gobiet je zmíněna v adresáři firem Handels- und Gewerbeadressbuch der Markgrafschaft Mähren und Herzogthumes Schlesien z roku 1887.[12]
3. Artur Gobiet (†27. února 1925)[13] podnikající v Karlíně se věnoval propagaci českých výrobků a pořádání výstav.
4. Armand Gobiet (11. prosince 1874 Moravská Ostrava – 30. září 1938 Karlovy Vary) byl synem Eustacha Josepha Gobieta. Od roku 1886 studoval na Zemské reálce v Moravské Ostravě.[14] Pokračoval v rodinné tradici, podnikal jako „E. J. Gobiet nástupce".[15] V roce 1900 získal patent č. GB190009294 (A) Zlepšení koksárenských pecí. Za tento vynález byl oceněn Velkou cenou, Čestným křížem a Zlatou medailí na Mezinárodní výstavě v Londýně, Zlatou medailí a Diplomem na Výroční výstavě v Praze a Stříbrnou medailí a Diplomem na Berlínské výstavě.[16] Od roku 1903 provozoval stavební živnost. Stavěl koksárenské baterie pro všechny vlastníky dolů a pecí v Ostravsko-karvinském revíru. Podílel se na výstavbě vysokopecního provozu v Bohumíně, kde v roce 1911 shořela ubytovna.[17] Stavěl i pro železárny v Terstu, Jekatěrinoslavi (Dnipro), případně pro  doly na železnou rudu v Eisenerz (Štýrsko).[18]  Armand Gobiet zaměstnával zkušené báňské inženýry Antonína Šrámka a později Illiriona Výcha jako vedoucí závodu pro důlní práce.[19] [20] Důlní oddělení nabízelo výztuž chodeb systém A. Baron.[15] V letech 1924/1925 provedl trvalou poddajnou výztuž systém A. Baron na Nové (Hlavní) jámě v Orlové-Lazy.[21] Zabýval se také stavbou běžných domů.[22] Po smrti Armanda Gobieta převzala firmu dcera Ingrid.[1]
5. Oskar Gobiet byl mladší bratr Armanda Gobieta,[23] studoval na Zemské reálce v Moravské Ostravě od roku 1889.
6. Armand Maria Paul Gobiet (12. července 1902 Moravská Ostrava - 8. prosince 1975 Seeham (Salzburg) v Rakousku) byl syn Armanda Gobieta.[24] Od dvacátých let 20. století působil v Berlíně jako obchodník s uměním. Ve třicátých letech 20. století pracoval jako klinický terapeut.[1]Syn Dr. Ronald Gobiet (*1947) byl kunsthistorik pracující pro památkový úřad v Salzburgu.
7. Alfred Gobiet (*1885), bratr Armanda, nastoupil do Zemské reálky v Moravské Ostravě v roce 1896.[25] Vedoucí (závodní) koksovny Hoheneggerschacht v Karviné. V Karviné získal několik patentů společně s Báňskou a hutní a.s. v oblasti koksárenství. Byl autorem kapitoly Úprava uhlí v knize Kamenouhelné doly Ostravsko-karvinského revíru. Sv. 3[26]

## Známí nositelé jména v Evropě
- Anatole Gobiet byl majitel továren na motory v Kasselu a Rotenburgu an der Fulda, který se spojil s firmou Dietrich – Gobiet Flugzeugbau AG. Nová firma Dietrich – Gobiet Flugzeugbau AG vyráběla letadla.
- Bernhard Gobiet (1892–1945), německý malíř
- Jules Gobiet zkonstruoval v roce 1901 spolu s Robertem Waltrem Smithem první motocykl Royal Enfield.[27][28] Získal několik patentů, často spolu s výrobci jízdních kol jako BSA, Peugeot nebo Premier Cycle. Později se věnoval zemědělské technice, jako jsou kolové traktory, pásové traktory nebo pluhy. Před 2. světovou válkou získal patent na nábojnicový pás pro kulomety.

## Železárny Gobiet
V rodišti Eustacha Josepha Gobieta vyráběly od roku 1830 železárny Gobiet. Dne 21. února 2012 vyhlásila firma bankrot z důvodu přerušených dodávek oceli z hutí ArcelorMittal v Lutychu.